# Dampfmaschine in Buckau

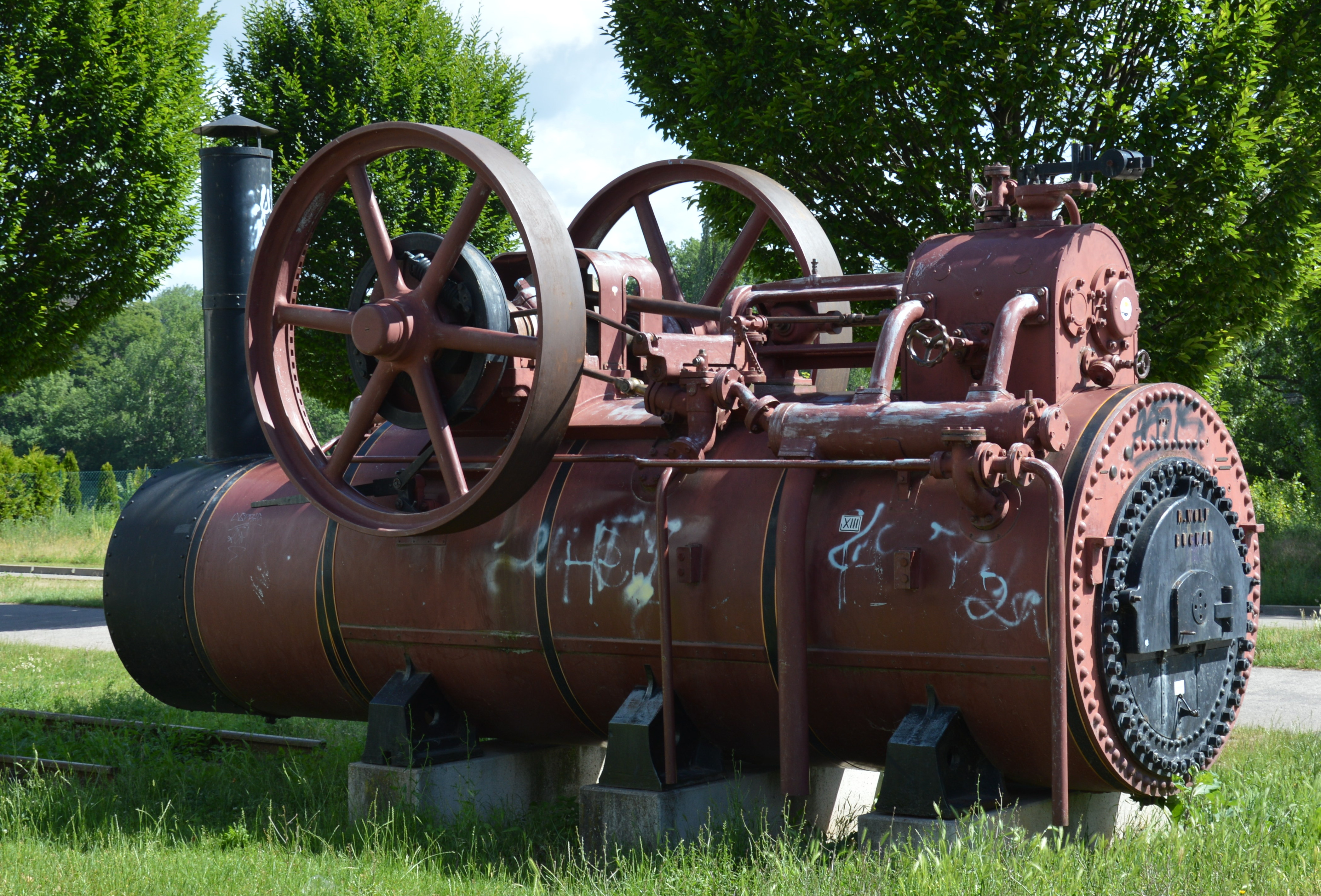
Dampfmaschine in Buckau

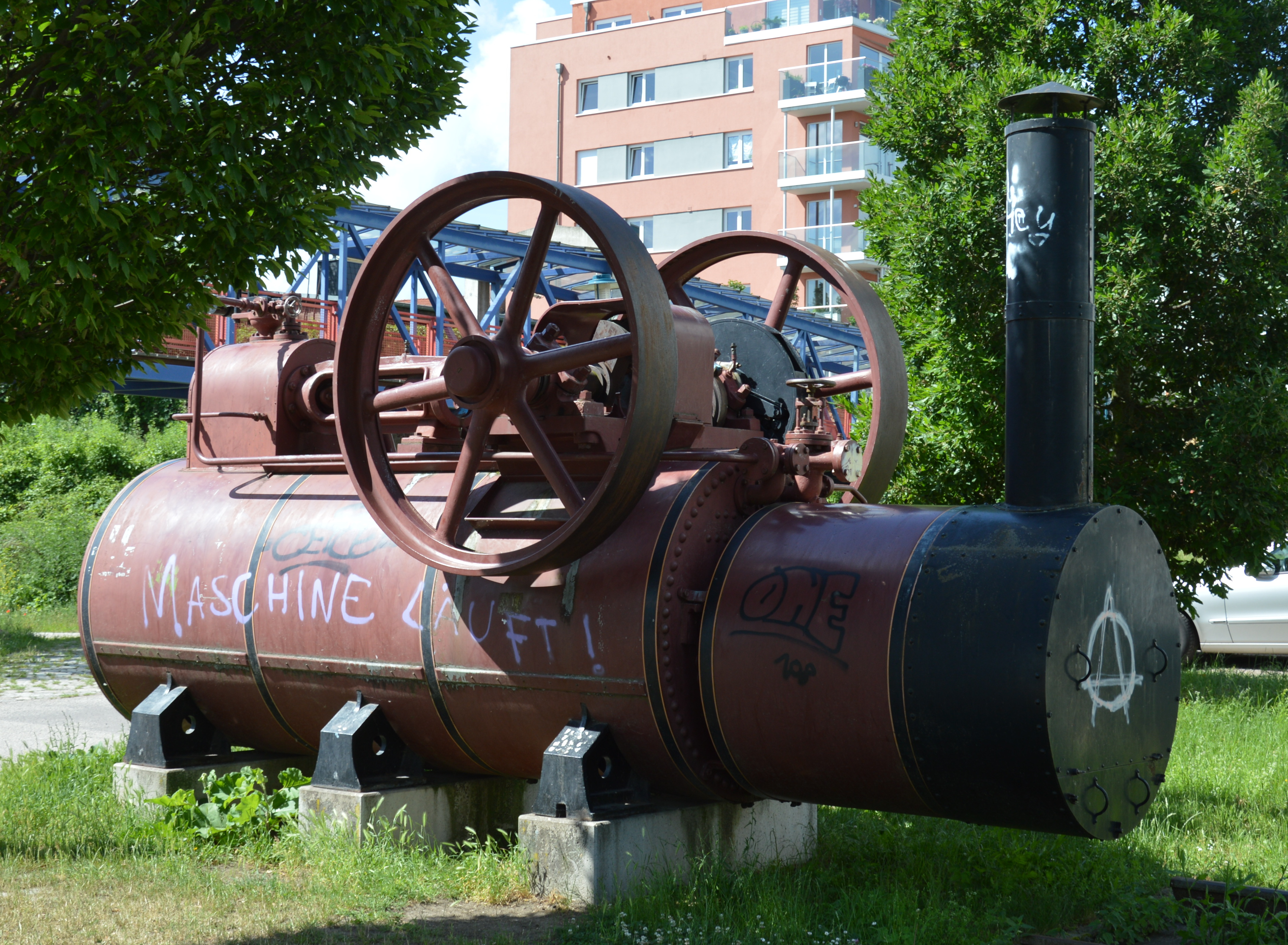
Blick von Nordosten

Die Dampfmaschine in Buckau ist eine denkmalgeschützte Dampfmaschine in Magdeburg in Sachsen-Anhalt.

## Lage
Sie befindet sich am östlichen Ende der Straße An der Buckauer Fähre, westlich des Sülzehafens im Magdeburger Stadtteil Buckau. Etwas weiter östlich verläuft die Elbe.

## Konstruktion und Geschichte
Die Dampfmaschine vom Typ GD wurde im Jahr 1911 in der R. Wolf AG mit der Seriennummer 14600 hergestellt. Es handelt sich um ein auf Tragfüßen stehende Einzylinder-Heißdampf-Lokomobile. Ihre Nennleistung beträgt 180 PS. Eine andere Angabe nennt eine Leistung von 80 bis 120 PS. Sie arbeitete mit etwa 180 Umdrehungen je Minute und einem Dampfdruck von 12 atü bei einer Temperatur von 300 bis 350 Grad Celsius. Der Zylinder ist liegend angeordnet und hat einen Durchmesser von 240 Millimeter. Sie verfügt über einen doppelwirkenden Kolben mit druckentlastenden Kolbenschieber mit Inneneinströmung. Der Heizrohrkessel mit Wellrohrfeuerbuchse und Planrost-Innenfeuerung ist ausziehbar konstruiert. In der Rauchkammer besteht ein Spiralrohr-Überhitzer. Das beiden Schwungräder haben einen Durchmesser von 1,85 Metern.
Die Dampfmaschine war bis 1980 bei der Kistenfabrik C. W. Neumann in Gebrauch. Sie wurde dann im Stadtteil Werder im direkten Umfeld der Hyparschale aufgestellt. Später gelangte sie an ihren heutigen Standort.
Im Denkmalverzeichnis für Magdeburg ist die Dampfmaschine unter der Erfassungsnummer 094 76854 als Kleindenkmal verzeichnet. Sie wird dort unter der Adresse des Technikmuseum Magdeburg Dodendorfer Straße 65 mit dem Hinweis geführt, dass sich ihr Standort am Elbufer bzw. Am Sülzehafen befindet.